# Objektivdeckel

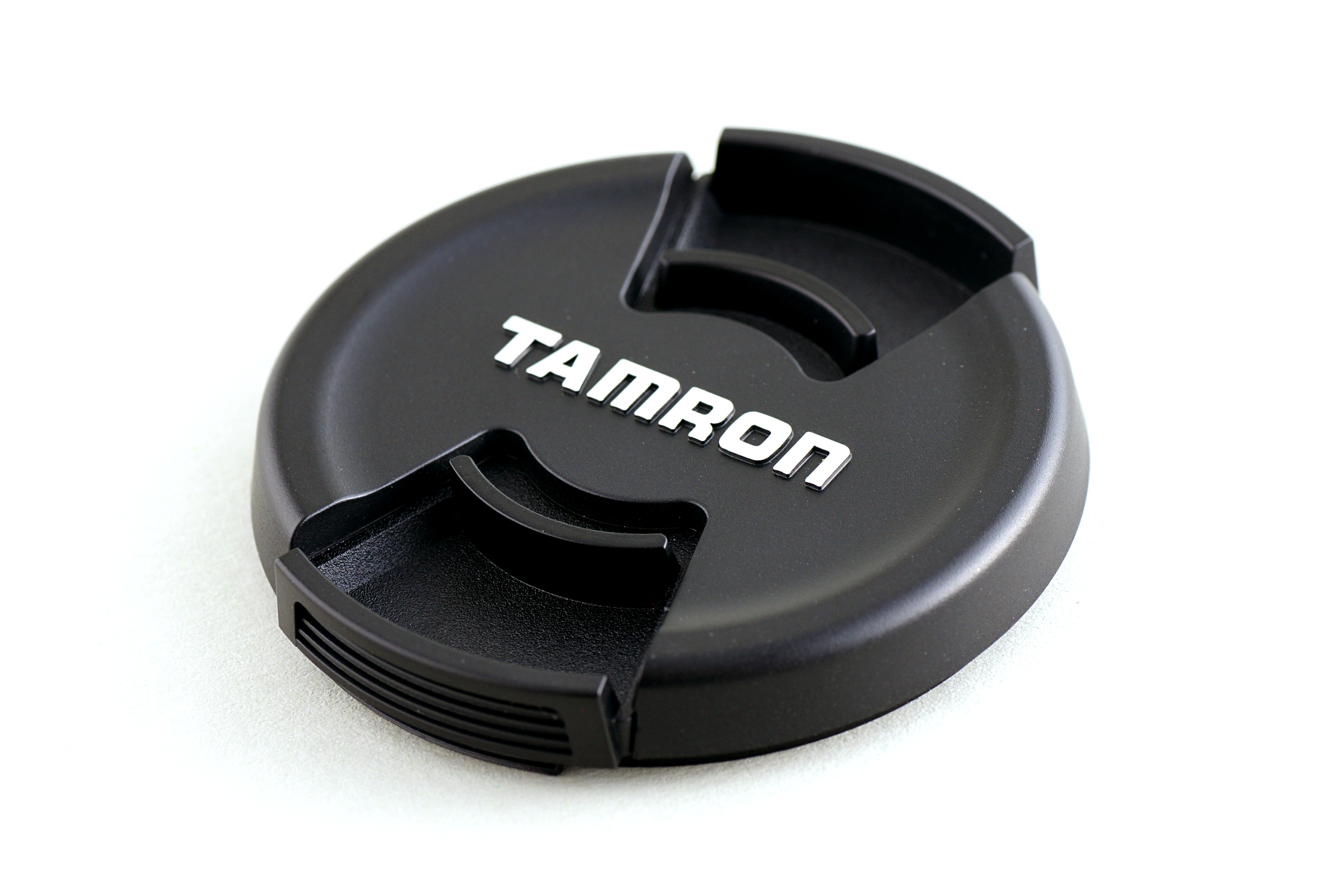
Ein Objektivdeckel aus Kunststoff, der im Filtergewinde des Objektivs einrastet

Ein Objektivdeckel wird zum Schutz der Linsen vor Verschmutzung und Beschädigung auf ein Objektiv aufgesetzt. In der Frühzeit der Fotografie diente der Objektivdeckel gleichzeitig als Kameraverschluss, über den die Belichtung des Filmmaterials gesteuert wurde.
Bei Wechselobjektiven wird zwischen Frontdeckel und Rückdeckel unterschieden. Der Frontdeckel schützt die Vorderlinse, die bei einer gebrauchsfertigen Kamera offen liegt. Der Rückdeckel wird am Kameraanschluss des Objektivs angebracht, während es nicht an der Kamera befestigt ist.
Frontdeckel bestehen heute meist aus Kunststoff und werden mit einer Federmechanik im Filtergewinde des Objektivs eingerastet, sodass sie einfach aufzusetzen und zu entfernen sind. Die erforderliche Größe des Deckels ergibt sich aus dem Filtergewinde-Durchmesser des Objektivs. Einfachere Modelle aus Kunststoff haften durch passgenauen Sitz auf dem Außendurchmesser des Objektivs. Bei hochwertigeren Ausführungen aus Metall zum Aufstecken werden Passgenauigkeit und ausreichend fester Sitz durch eine Samteinlage im Innenrand des Deckels erreicht. Daneben gibt es Objektivdeckel zum Einschrauben ins Filtergewinde.
Die Bauart des Rückdeckels ist vom Objektivanschluss des jeweiligen Kamerasystems abhängig, der als Schraubgewinde oder Bajonettanschluss ausgebildet sein kann. Rückdeckel unterschiedlicher Kamerasysteme sind daher meist nicht miteinander kompatibel.